# Epipocus tibialis
Epipocus tibialis là một loài bọ cánh cứng trong họ Endomychidae. Loài này được Chevrolat miêu tả khoa học năm 1834.